# 田慶治
田慶治（?—?），湖南凤凰人，清朝政治人物。贡生出身。
成丰10年（1860年），擔任清朝遵义府婺川縣知縣。后由劉侶鶴接任。